# Sídliště v Hradební ulici (Prachatice)
Sídliště v Hradební ulici (někdy též první bytový okrsek) je označení prvního sídliště v Prachaticích situovaného v ulicích Hradební, Liliové a SNP v blízkosti městského opevnění bezprostředně za hranicí Městské památkové rezervacina silniční parcele 1511/23.

## Historie a popis
Jižní stranu hranici sídliště Štěpánčina park, východní hranici sama Hradební ulice, na východě jej ohraničuje současná Růžová ulice a na severu areál bývalých Nových kasáren za ulicí Na Sadech.Sídliště vzniklo v letech 1952 – 1955 výstavbou 122 bytových jednotek v Hradební ulici a nově vzniklé Liliové.Většina bytů nového sídliště (celkem 122 bytových jednotek) byla určena pro důstojníky ČSLA a jejich výstavba souvisela s vytvářením 62. motostřeleckého pluku jako vševojskového útvaru prvního sledu. Požadavku stálé bojové pohotovosti odpovídala i poloha nového sídliště ve bezprostřední blízkosti hlavní brána kasáren. Návaznost celého sídliště v Hradební ulici na postupně rozšiřovaný areál Nových kasáren je hmotným dokladem přeměny Prachatic v typické pohraniční posádkové město na jihozápadní a západní hranici Československa. Situace v místě dnešního sídliště v Hradební ulici je zachycena na mapách druhého vojenského mapování, které byly dokončeny v roce 1852 a na mapách třetího vojenského mapováníTakto lokalitu pozdějšího sídliště a jeho ulic zachycuje též plán Prachatic z roku 1837.Vyznačena je i na mapách vymezujících prachatickou městskou památkovou rezervaci.
Vzniklo v letech 1952 – 1955 výstavbou 122 bytových jednotek v Hradební ulici a nově vzniklé Liliové. >

## Název sídliště
Sídliště bylo označováno od počátku své existence jako Sídliště v Hradební ulici. Podle svého pracovního označení se též vžil název "první bytový okrsek". V roce 1968 Městský národní výbor v Prachaticích rozhodl pojmenovat s ohledem na domy tohoto sídliště na severní části silničních parcel 1511/23, 1514 a 1511/3 celou nově vzniklou ulici jako Hradební.

## Architektonický a urbanistický význam Hradební ulice
Sídliště v Hradební ulici a jeho ulice tvoří součást uliční sítě navazující na městskou památkovou rezervaci a historické jádro města.Je hmotným dokladem novodobé poválečné zástavby Prachatic.Archivní výzkum dějin ulice v kontextu historie Horního předměstí Prachatic je významným dokladem o urbanistickém vývoji města v období po roce 1948. Sídliště v Hradební ulici bylo celé postaveno v nastupujícím stylu socialistického realismu.

## Zajímavosti
Hradební ulicí na okraji Sídliště v Hradební ulici prochází Naučná stezka Prachatické hradby.

## Galerie

### Domy Sídliště v Hradební ulici v Liliové ulici v Prachaticích

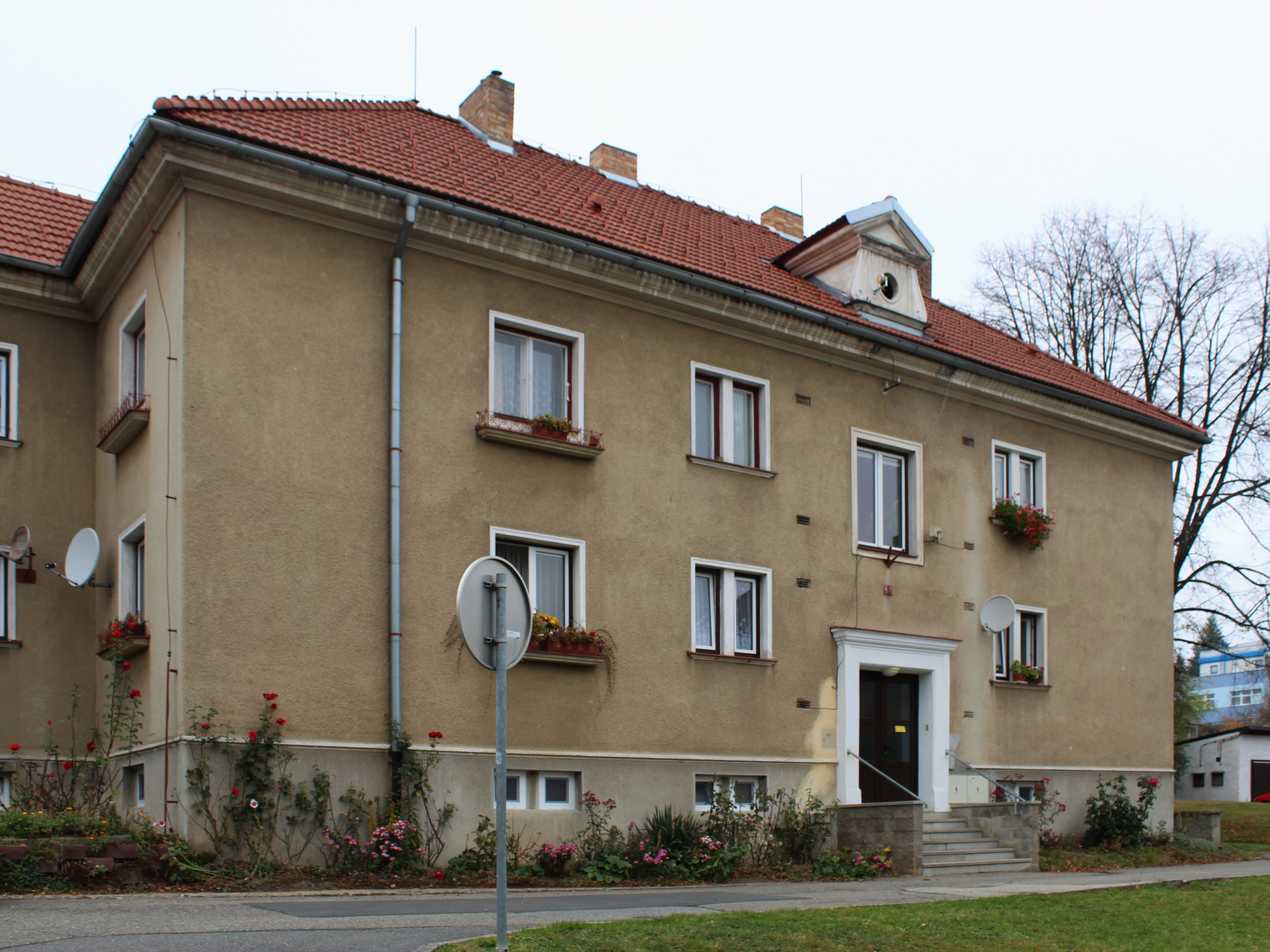
Liliová ulice
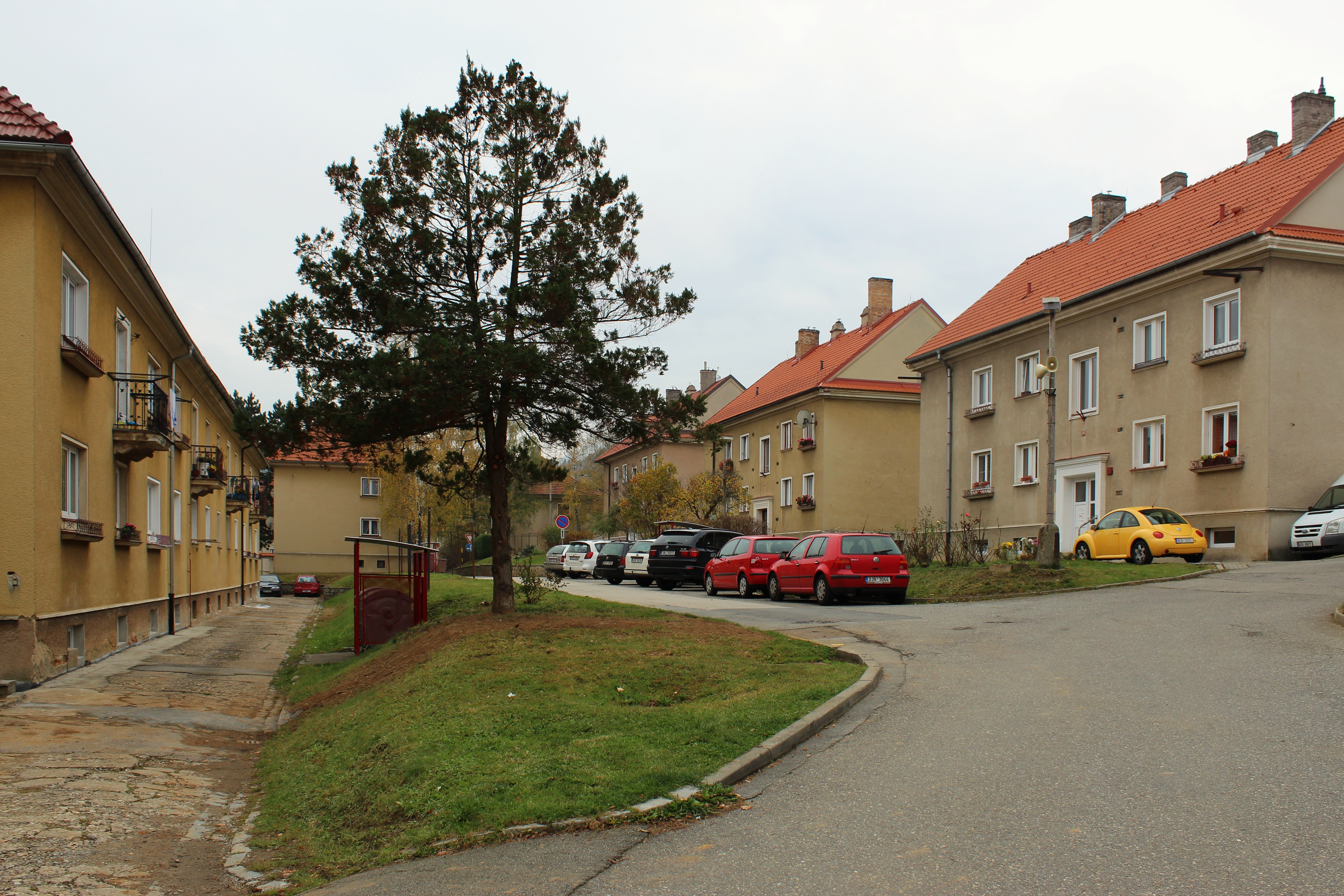
Liliová ulice
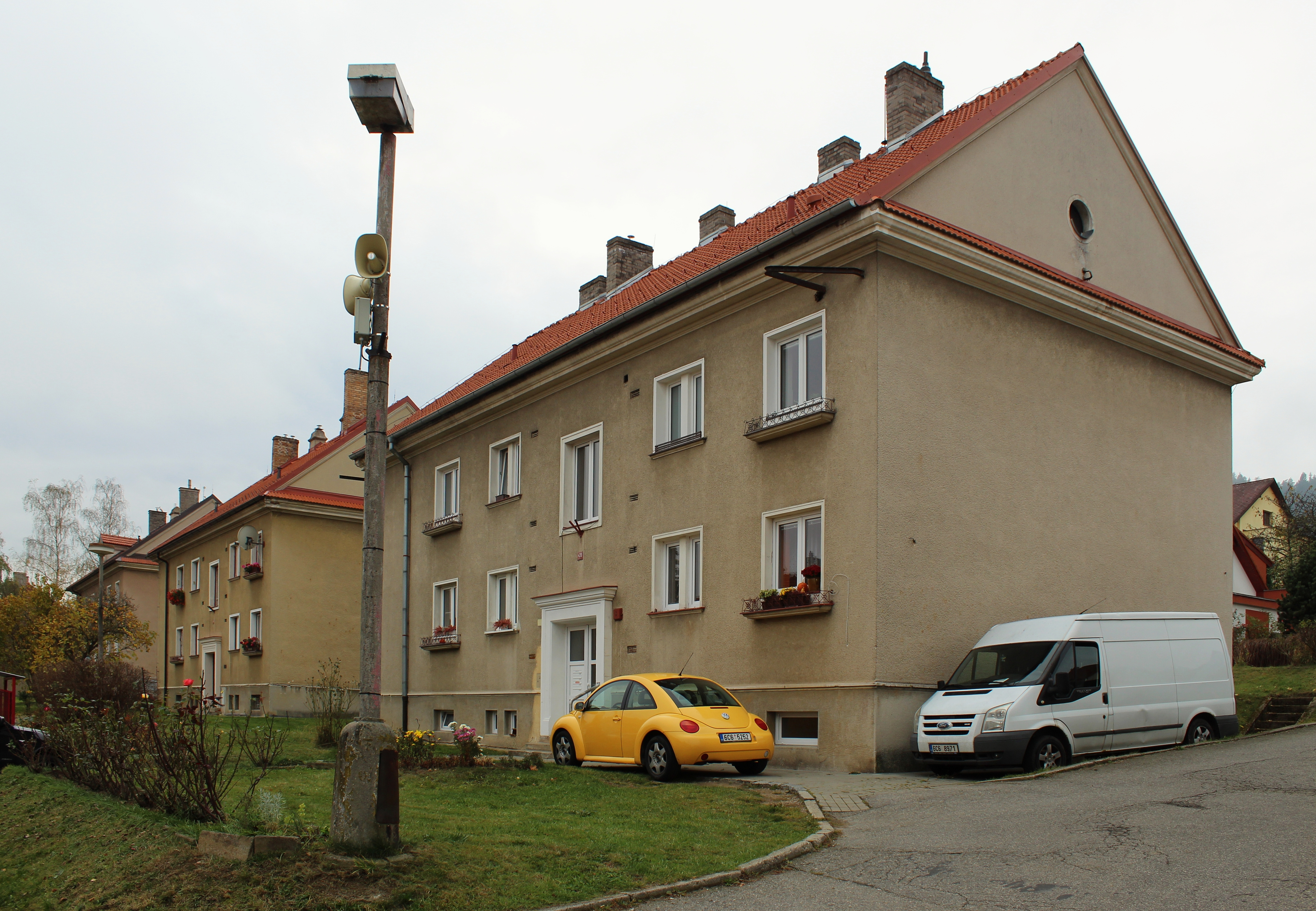
Liliová ulice
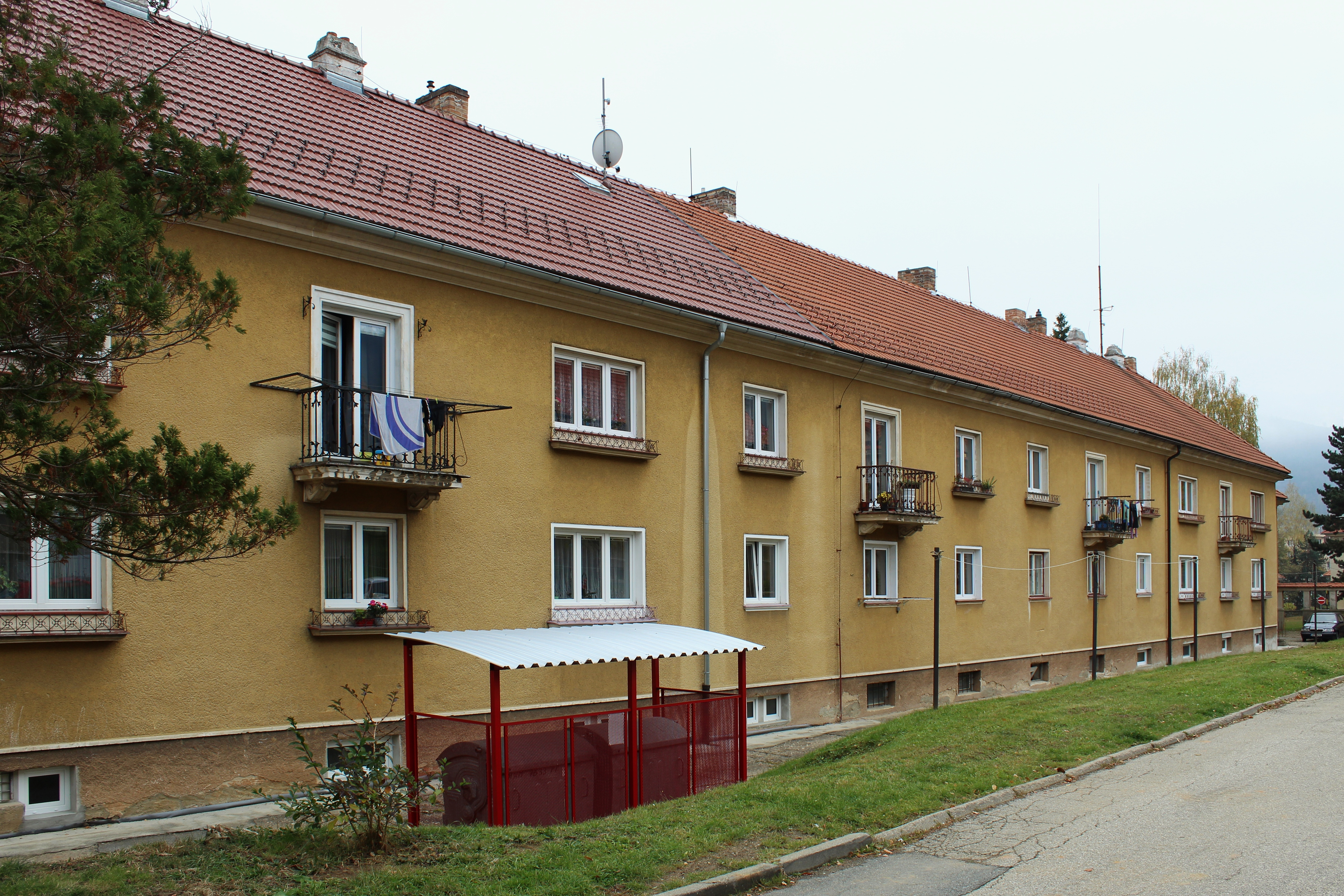
Liliová ulice
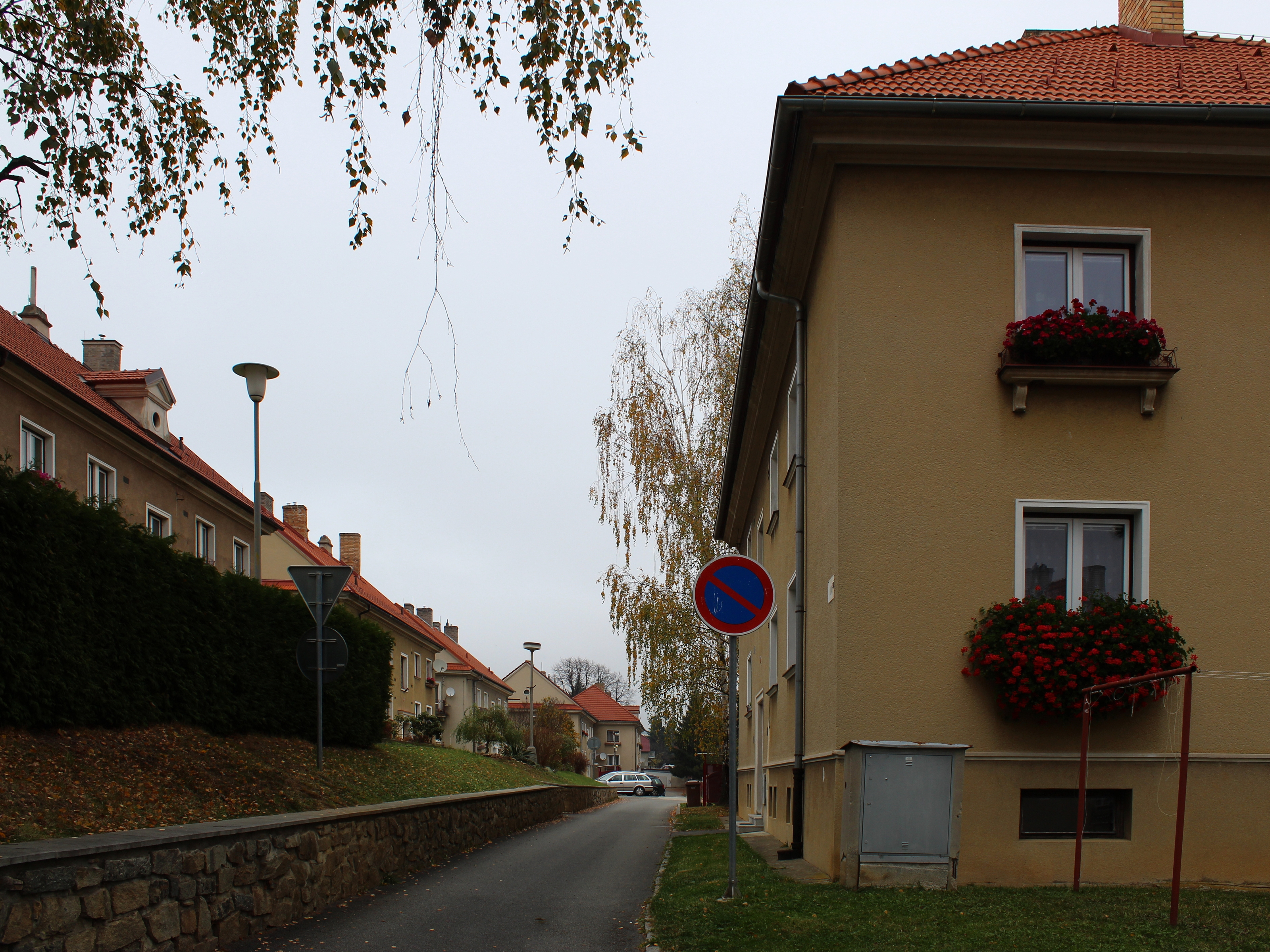
Liliová ulice
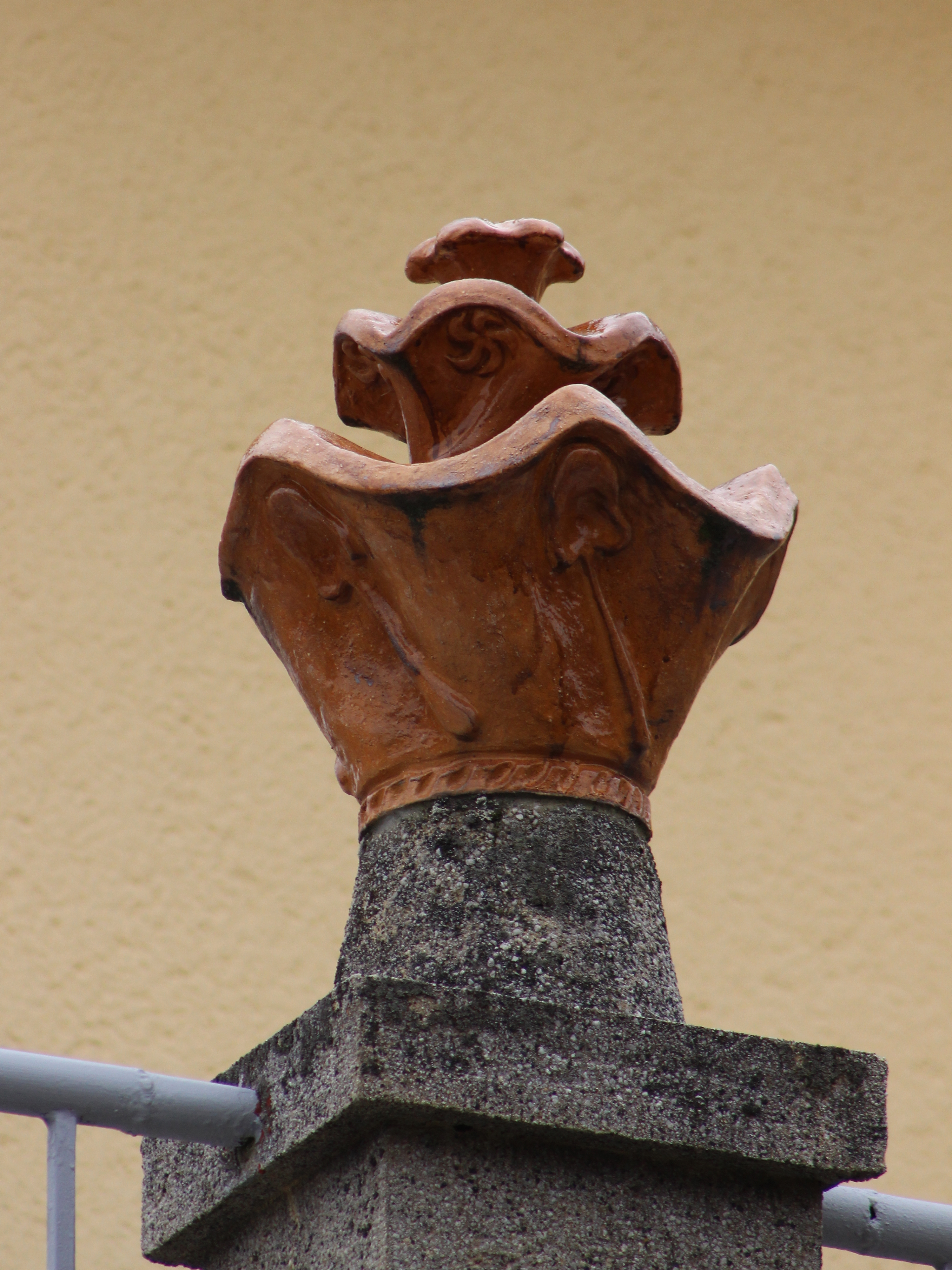
Prachatice, Liliová ulice 435, detail výzdoby balkonu
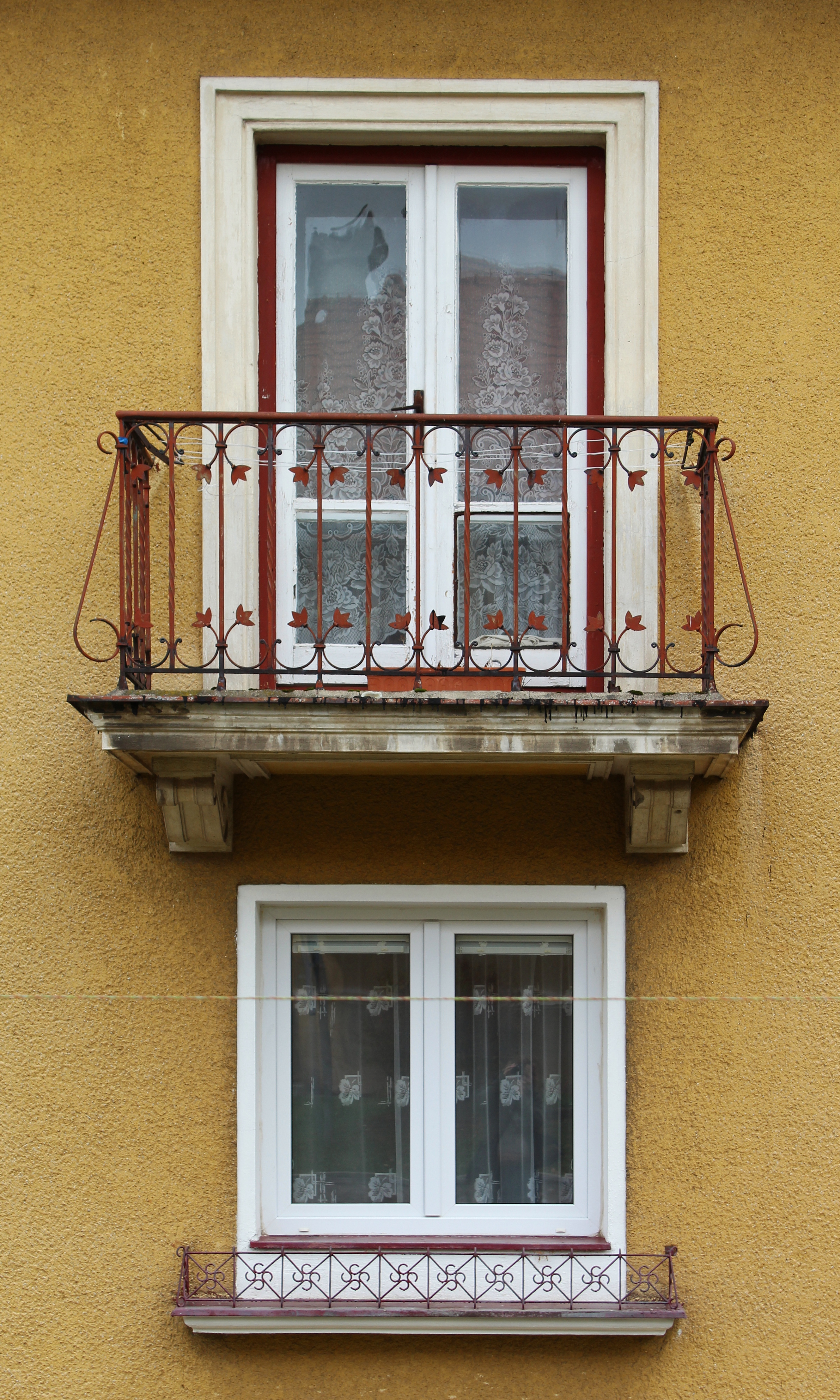
Liliová, detail balkonu
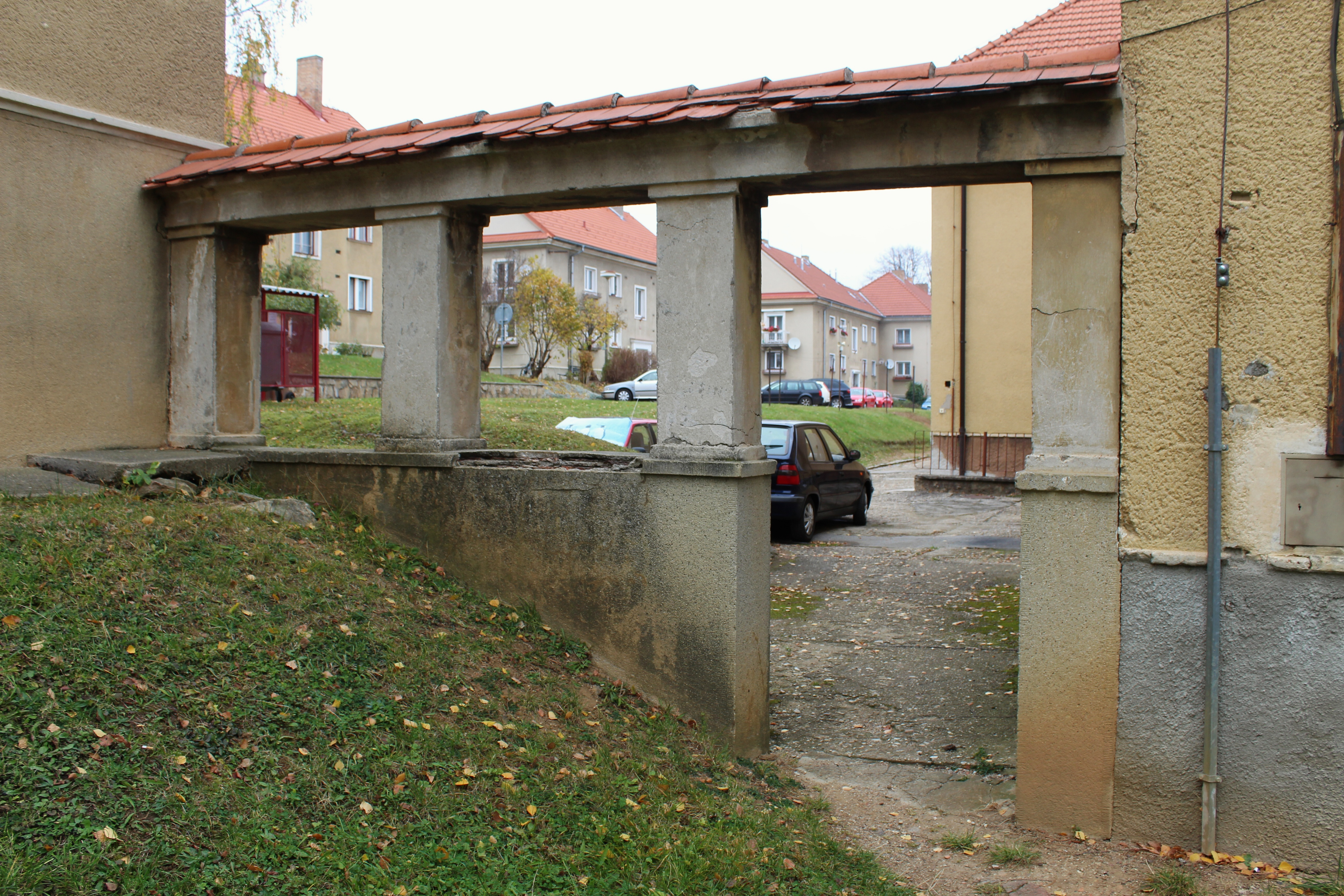
Liliová, průchod mezi čp. 429 a čp. 430

### Domy Sídliště v Hradební ulici v Hradební ulici

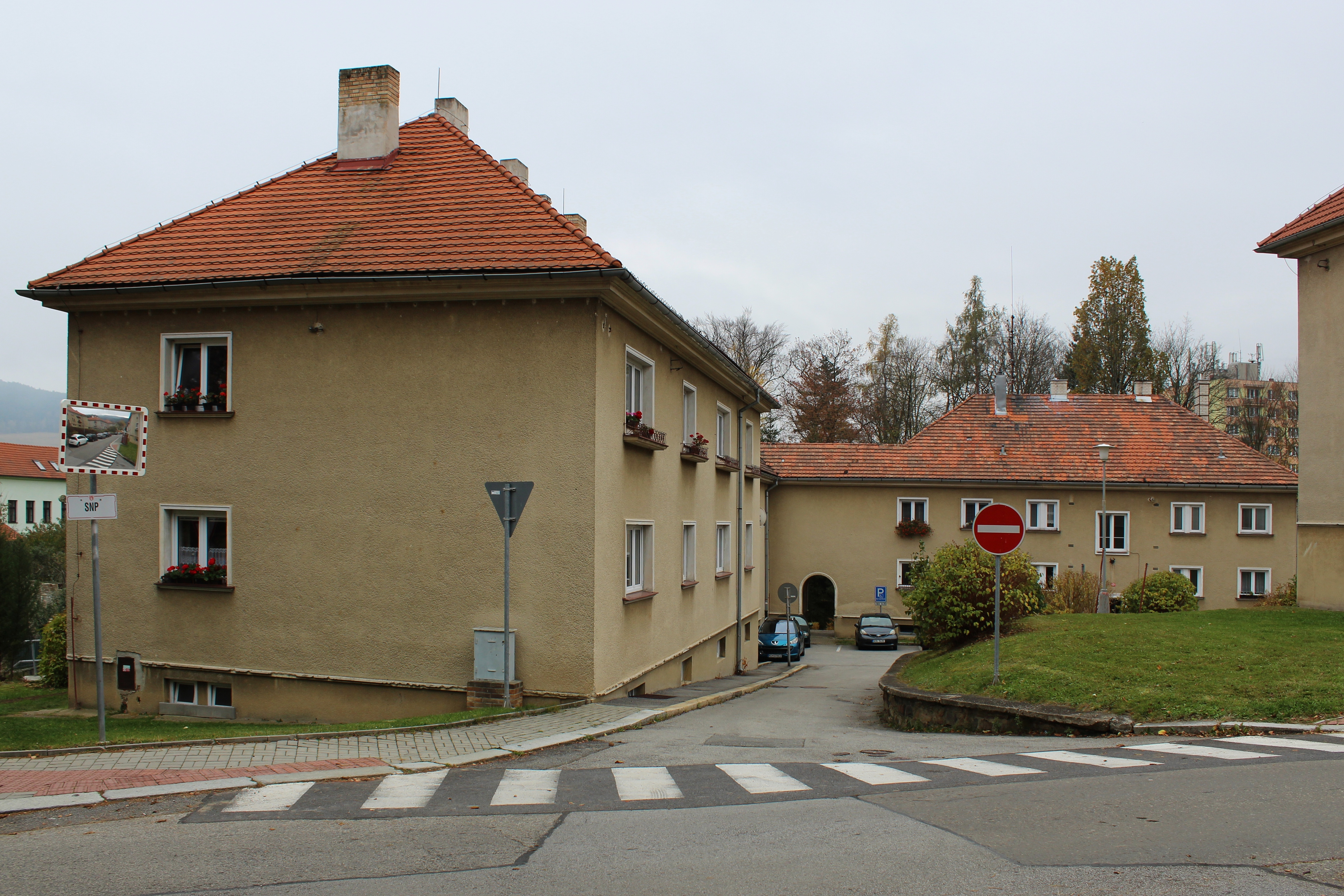
Hradební ulice přes SNP

### Mapy centra Prachatic a lokality Sídliště v Hradební ulici

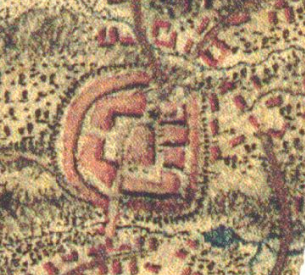
Prachatice na mapách prvního vojenského mapování (1764–1783)
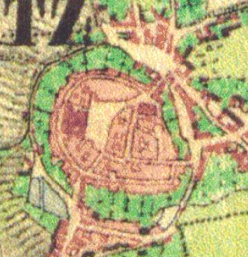
Prachatice na mapách druhého vojenského mapování (1836–1852)
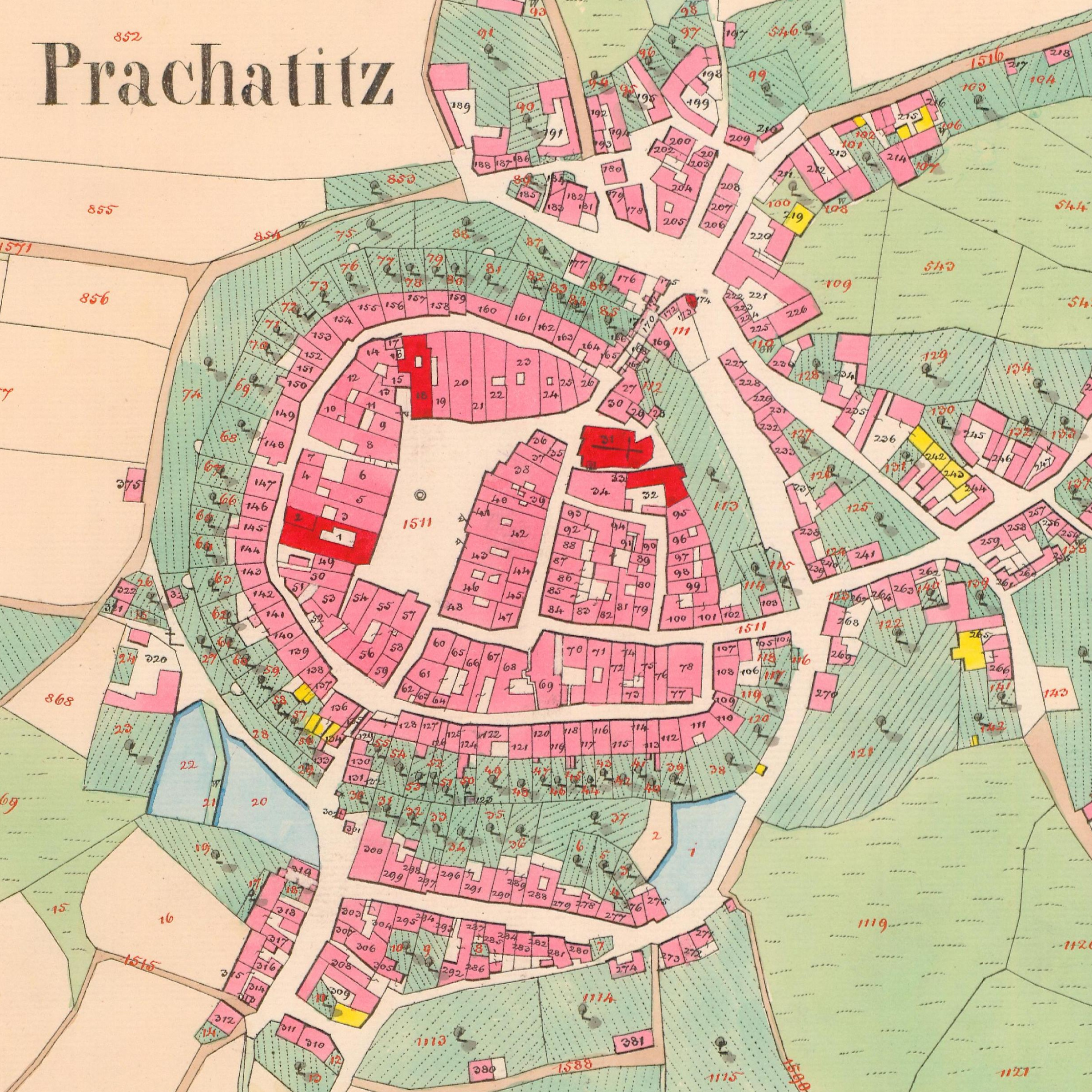
Prachatice SK 1837 centrum
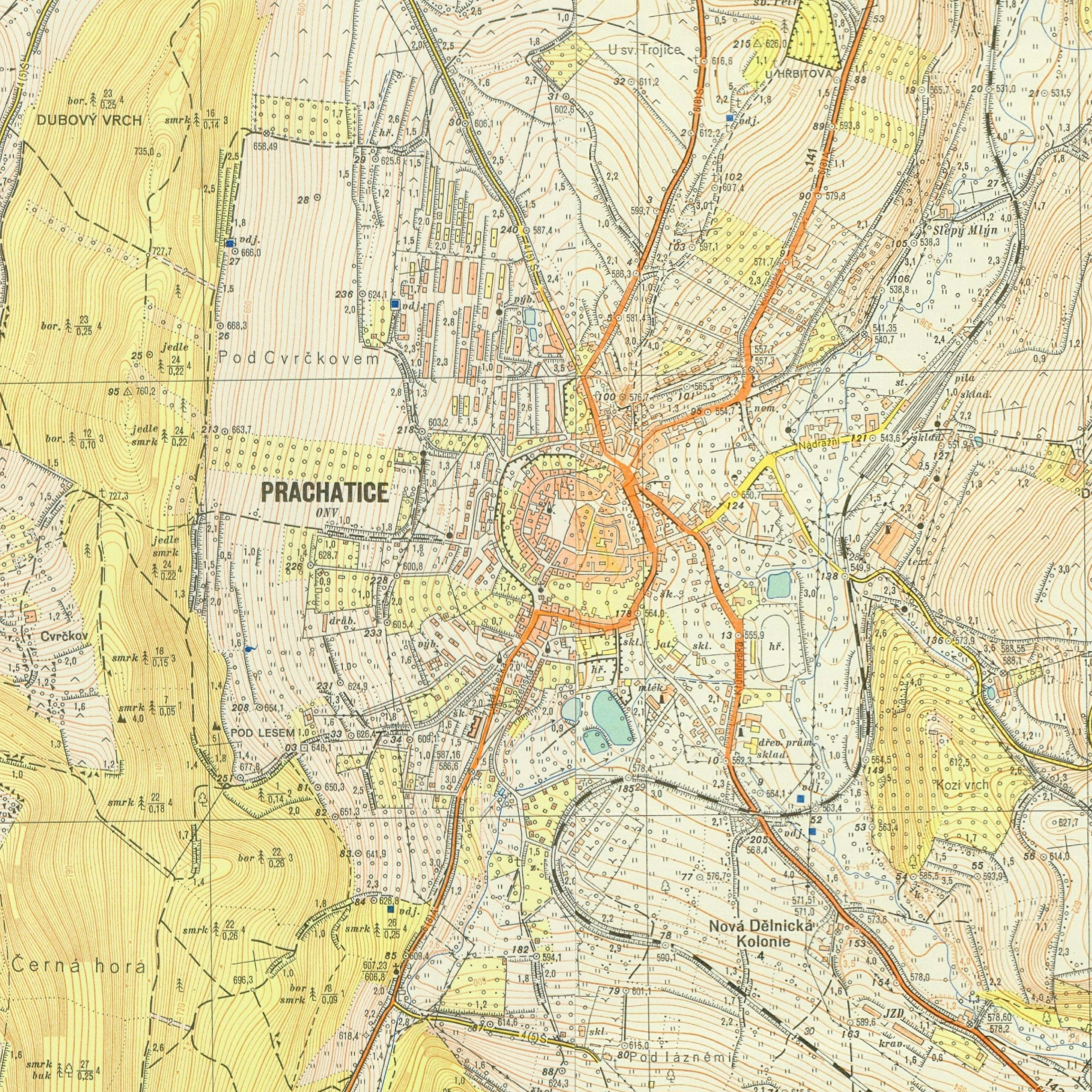
Prachatice na mapě z roku 1958 s domy sídliště v Hradební ulici a novými objekty kasáren